# غوستاف نيلسون (مصارع رياضي)
غوستاف نيلسون هو مصارع رياضي سويدي، ولد في 2 مارس 1899 في لاندسكرونا في السويد، وتوفي في 26 يناير 1980.

## وصلات خارجية
- غوستاف نيلسون على موقع أوليمبيديا (الإنجليزية)
- غوستاف نيلسون على موقع اللجنة الأولمبية السويدية (السويدية)